# Delo (fizika)
Délo (oznaka W, lahko tudi A) je v fiziki količina, ki meri prehajanje energije med telesi. Delo je skalarna količina, ki je po dogovoru pozitivna, če sistem delo prejme, in negativna, če ga odda.
Mednarodni sistem enot določa za delo enoto joule. Za opravljanje dela je potrebna energija, ki se po določenem delu zmanjša v količini opravljenega dela. Telesu, ki delo prejme, se poveča za vsoto prejetega dela, telesu, ki je delo oddalo, se zmanjša količina dela za vsoto oddanega dela.

### Delo sile
Delo se izračuna kot skalarni produkt med silo in premikom prijemališča sile:
{\displaystyle W=\int _{s_{1}}^{s_{2}}{\vec {\mathbf {F} }}\cdot \mathrm {d} {\vec {\mathbf {s} }}\!\,.}
Pri tem je {\displaystyle {\vec {\mathbf {F} }}} sila, {\displaystyle d{\vec {\mathbf {s} }}} vektor infinitezimalnega premika prijemališča sile, s1 in s2 pa začetna in končna točka na tiru. Če je gibanje premo, sila pa konstantna, se zgornja enačba poenostavi v:
{\displaystyle W=F\,s\,\cos \theta \!\,.}
S F je označena velikost vektorja sile, s s pot, s θ pa kot med smerjo gibanja in smerjo delovanja sile. Če je kot enak 0, je delo v tem primeru enako:
{\displaystyle W=F\,s\!\,.}
Sila ne opravlja vedno dela. Zgled je centripetalna sila pri enakomernem kroženju, ki je v vsakem trenutku pravokotna na premik, zato je skalarni produkt med vektorjem centripetalne sile in vektorjem premika enak nič. Če na tak sistem ne deluje nobena druga sila, se njegova kinetična energija ohranja.

### Delo pri vrtenju
Izračun za delo pri vrtenju je analogen izračunu za delo pri premem gibanju. Delo se izračuna kot skalarni produkt navora {\displaystyle {\vec {\mathbf {M} }}} okrog nepremične osi in zasuka {\displaystyle {\vec {\mathbf {\varphi } }}}:
{\displaystyle W=\int _{\varphi _{1}}^{\varphi _{2}}{\vec {\mathbf {M} }}\cdot \mathrm {d} {\vec {\mathbf {\varphi } }}\!\,.}
φ1 je začetni, φ2 pa končni zasuk. Če je navor konstanten, se enačba poenostavi v
{\displaystyle W=M\varphi \!\,.}

### Delo tlaka
Delo tlaka se izračuna kot produkt tlaka in spremembe prostornine:
{\displaystyle W=-\int _{V_{1}}^{V_{2}}p\,\mathrm {d} V\!\,.}
Če je tlak konstanten, se enačba poenostavi v:
{\displaystyle W=-pV\!\,.}

### Električno delo
V sklenjenem tokokrogu je delo enako produktu napetosti in naboja, ki se pretoči skozi vodnik:
{\displaystyle W=\int U\,\mathrm {d} e=\int _{t_{1}}^{t_{2}}U\,I\,\mathrm {d} t\!\,.}
Pri tem je U električna napetost, e električni naboj, I električni tok in t čas, v katerem se pretoči naboj.
Pri premikanju naboja v električnem polju je delo enako produktu naboja in razlike električnega potenciala, to je električni napetosti:
{\displaystyle W=\int e\,\mathrm {d} \phi =-e\int {\vec {\mathbf {E} }}\cdot \mathrm {d} {\vec {\mathbf {s} }}\!\,.}
Pri tem je e naboj, dφ infinitezimalna sprememba električnega potenciala, E jakost električnega polja in ds vektor infinitezimalnega premika naboja v električnem polju.